# Immortality (canção)
"Immortality" é uma canção gravada pela cantora canadense Céline Dion para seu quinto álbum de estúdio em inglês, Let's Talk About Love. Foi lançado em 8 de junho de 1998 fora dos Estados Unidos. Contém a participação do grupo The Bee Gees. 
"Immortality" foi composta pelos irmãos Barry Gibb, Robin Gibb e Maurice Gibb, os membros dos Bee Gees, especialmente para Céline Dion, e produzido por Walter Afanasieff. Uma versão demo da música com apenas os irmãos pode ser encontrada em álbuns posteriores dos maiores sucessos dos Bee Gees.
Há dois vídeos da música. No primeiro, dirigido por Scott Floyd Lochmus, mostra Céline Dion e Bee Gees no estúdio de gravação em 1997. Foi incluído como bônus no DVD Au cœur du stade. Um segundo foi dirigido por Randee St. Nicholas e lançado no final de Julho de 1998.
Obteve grande sucesso mundial; chegando a número 2 na Áustria e na Alemanha, a número 4 na Europa, a número 5 no Reino Unido e número 8 na Suíça.
A canção alcançou o primeiro lugar inclusive nas rádios Brasileiras e Portuguesas.
"Immortality" foi disco de platina na Alemanha (para mais de 500.000 cópias vendidas), de ouro na Suécia (15.000), e prata na França (125.000) e no Reino Unido (200.000).
Immortality tem uma versão brasileira chamada "Imortal" da dupla Sandy & Junior, lançada no álbum As Quatro Estações de 1999.

Álbum "Torre de Babel Internacional", lançado pela Somlivre, que a canção esteve incluída.

A música também faz parte da trilha sonora internacional da novela Torre de Babel, novela exibida pela Rede Globo entre 1998/1999. Na trama de Silvio de Abreu, a canção foi tema dos protagonistas "Cesar" e "Marta", interpretados por Tarcisio Meira e Gloria Menezes.

## Paradas e certificações

### Paradas
| Parada(1998)                          | Posição de pico |
| ------------------------------------- | --------------- |
| Australian Singles Chart              | 38              |
| Austrian Singles Chart                | 2               |
| Belgian Flanders Singles Chart        | 48              |
| Belgian Wallonia Singles Chart        | 15              |
| Canadian BDS Adult Contemporary Chart | 10              |
| Canadian RPM Top Singles              | 28              |
| Canadian RPM Adult Contemporary       | 1               |
| Dutch Singles Chart                   | 28              |
| European Singles Chart                | 4               |
| French Singles Chart                  | 15              |
| German Singles Chart                  | 2               |
| Irish Singles Chart                   | 11              |
| Swedish Singles Chart                 | 12              |
| Swiss Singles Chart                   | 8               |
| UK Singles Chart                      | 5               |